# فستوكة غوتييه
فستوكة غوتييه (باللاتينية: Festuca gautieri) نوع نباتي يتبع جنس الفستوكة من الفصيلة النجيلية. سميت على اسم عالم النبات الفرنسي غوتييه (بالفرنسية: Gautier)‏.

## الموئل والانتشار
ينتشر النبات في المغرب العربي وإسبانيا وفرنسا ورومانيا.

## الوصف النباتي
النبات عشبي معمر.

## مرادفات للاسم العلمي
- (باللاتينية: Festuca varia var. gautieri Hack.)